# Mayna pubescens
Mayna pubescens е вид растение от семейство Achariaceae. Видът е застрашен от изчезване.

## Разпространение
Разпространен е в Колумбия.